# Richard A. Teague
Richard Arthur "Dick" Teague, född 1923, död 1991, amerikansk industridesigner verksam inom den amerikanska bilindustrin. Han arbetade med design hos General Motors, Packard och Chrysler innan han blev designer hos American Motors Corporation (AMC). Teague designade modeller som AMC Gremlin, AMC Pacer, AMC Javelin och AMC Hornet.